# Überherrn
Überherrn település Németországban, azon belül Saar-vidék tartományban. Lakosainak száma 11 591 fő (2023. december 31.).

## Népesség
A település népességének változása:
| Lakosok száma | 11 345 | 11 544 | 11 570 | 11 487 | 11 393 | 11 564 | 11 591 |
|               | 1975   | 2016   | 2017   | 2019   | 2021   | 2022   | 2023   |